# Strögen
Strögen ist eine Ortschaft und eine Katastralgemeinde der Gemeinde St. Bernhard-Frauenhofen im Bezirk Horn in Niederösterreich.

## Geschichte
Beim Ort wurden Langhäuser aus der frühen Jungsteinzeit (Linearkeramik) nachgewiesen.
Laut Adressbuch von Österreich waren im Jahr 1938 in Strögen ein Elektrotechniker und einige Landwirte ansässig.

## Kultur und Sehenswürdigkeiten
- Katholische Pfarrkirche Strögen Hll. Peter und Paul

## Wirtschaft und Infrastruktur

### Siedlungsentwicklung
Zum Jahreswechsel 1979/1980 befanden sich in der Katastralgemeinde Strögen insgesamt 24 Bauflächen mit 16.149 m² und 31 Gärten auf 38.960 m², 1989/1990 gab es 38 Bauflächen. 1999/2000 war die Zahl der Bauflächen auf 60 angewachsen und 2009/2010 bestanden 56 Gebäude auf 130 Bauflächen.

### Bodennutzung
Die Katastralgemeinde ist landwirtschaftlich geprägt. 122 Hektar wurden zum Jahreswechsel 1979/1980 landwirtschaftlich genutzt und 15 Hektar waren forstwirtschaftlich geführte Waldflächen. 1999/2000 wurde auf 126 Hektar Landwirtschaft betrieben und 15 Hektar waren als forstwirtschaftlich genutzte Flächen ausgewiesen. Ende 2018 waren 120 Hektar als landwirtschaftliche Flächen genutzt und Forstwirtschaft wurde auf 15 Hektar betrieben. Die durchschnittliche Bodenklimazahl von Strögen beträgt 56,6 (Stand 2010).